# Kaukasuskrigene
Kaukasuskrigene er et navn på Ruslands invasion og påfølgende erobring af Tjetjenien, Dagestan og det nordvestlige Kaukasus mellem 1817 og 1864.
Krigene blev udkæmpede af tre russiske zarer: Aleksandr 1., Nikolaj 1. og Aleksandr 2.. De vigtigste russiske militære ledere var Aleksej Jermolov mellem 1816-1827, Mikhail Vorontsov mellem 1844-1853 og Aleksandr Barjatinskij mellem 1853-1856.

## Krigenes forløb
Den russiske invasion blev mødt af hård modstand. Den første periode i krigen, som sluttede samtidig med Aleksandr 1.'s død og med dekabristoprøret i 1825, opnåede forbavsende få fremgange mod lokalbefolkningen, især sammenlignet med den da nylige sejr over Napoleon.
I perioden 1825-1830 var der kun lidt aktivitet, eftersom Rusland samtidig udkæmpede en krig mod Det osmanniske rige og Persien. Efter betydelige fremgange i begge disse krige genoptog Rusland sin kampagne i Kaukasus og blev igen mødt af modstand, anført af Ghazi Mollah, Gamzat-bek og Hadzji Murat. De blev efterfulgte af imamen Sjamil, som ledede bjergfolkene fra 1834 indtil, at han blev taget til fange af Dmitrij Miljutin i 1859. I 1845 opnåede Sjamils styrker deres mest markante succes, da de stod i mod en stor russisk offensiv ledet af fyrst Vorontsov.
I marts 1855, under Krimkrigen, fik russerne indgået en våbenhvile med Sjamil, men våbenhvilen var imidlertid kortvarig, og kampene blev genoptaget senere samme år. Mellem 1856 og 1859 angreb general Barjatinskij med en hær på 250.000 mand, og bjergfolkenes modstand blev til sidst knust, og krigen sluttede med, at Rusland erobrede hele det nordlige Kaukasus. Sjamil svor troskab til zaren og flyttede til det centrale Rusland. Afslutningen på krigen blev erklæret den 2. juni 1864 ved et dekret fra zaren.

## Følger
En af følgerne af krigen var muhajir, en udvandring af en stor del af den muslimske befolkning til det Osmanniske rige i sidste del af 1800-tallet.
Forfatterne Mikhail Lermontov og Leo Tolstoj deltog i kampene og poeten Aleksandr Pusjkin skrev om det i digtet "Fanget i Kaukasus" i 1821.